# 卢多维奇·费里埃
卢多维奇·费里埃 博士(Ludovic Ferrière,1982 年出生于法国 布卢瓦) 是位地质学家，目前是奥地利自然史博物馆 (维也纳)陨石收藏和撞击石收藏的主任策展人，以对陨石和撞击坑的研究而著名。

## 传记和职业
1982 年出生于法国，费里埃很早就对岩石和矿物产生了兴趣。 他对陨石撞击坑的热情是在法国图尔大学才真正点燃的。在热情驱动下，他在拉瓦尔大学（加拿大魁北克）度过了一年的时间学习地质学，在业余时间还探索了附近的陨石坑。
回到法国后，他在南特大学完成了为期一年的行星学课程。随后在法国巴黎的巴黎第六大学费里埃完成了行星学硕士学位，并在自然历史博物馆学习了陨石。
2009 年在奥地利维也纳费里埃完成了关于加纳的博蘇姆維湖撞击坑的地质和地球化学方面的博士论文。博士后研究他再次去了加拿大专门研究破碎锥，以及相关的冲击引起的微变形矿物（伦敦的西安大略大学）。
目前，费里埃是奥地利自然史博物馆 (维也纳)著名的陨石和撞击石馆藏系列的主任策展人。

## 研究
费里埃的研究活动主要围绕陨石和撞击坑。他和同事一起已经为四个陨石撞击坑的发现和确认做出了贡献（即芬兰的 Keurusselkä 陨石坑、刚果民主共和国的路易兹陨石坑（Luizi crater)陨石坑、瑞典的 Hummeln 陨石坑以及澳大利亚的Yallalie陨石坑 ），并且还发现并分类了许多陨石（例如在埃及、乌拉圭、非洲西北部的发现）。
在探险方面，费里埃已经考察了地球上许多已确认和可能但尚未确认的撞击坑。他在偏远地区寻找可能的新陨石撞击坑和陨石的一些探险活动，得到了国家地理学会的韦特资金资助。其中被多个媒体报道的一次探险发生在刚果民主共和国，费里埃在那里发现并证实了路易兹陨石坑（Luizi crater）的撞击起源。
专业著作方面，费里埃已经独立或合作地发表了 80 多篇经过行业评审的研究成果。他们的研究成果共有200多篇摘要在国际会议上被展示。费里埃还出版了一本关于陨石的专著 。